# 76 Geminorum
76 Geminorum, eller c Geminorum, är en misstänkt variabel i stjärnbilden Tvillingarna.
76 Geminorum varierar mellan visuell magnitud +5,28 och 5,32 utan någon fastställd periodicitet. Den befinner sig på ett avstånd av ungefär 635 ljusår.